# Strumigenys bartolozzii
Strumigenys bartolozzii is een mierensoort uit de onderfamilie van de Myrmicinae. De wetenschappelijke naam van de soort is voor het eerst geldig gepubliceerd in 2006 door Rigato.